# José Reyes (Sänger)
José Reyes (* 1928 in Nizza; † 6. Juni 1979) war ein französischer Flamenco-Sänger.

## Leben
Reyes begleitete seinen Cousin Manitas de Plata bei seinen Tourneen und Konzerten. Reyes und Manitas de Plata trugen damit Ende der 1960er und Anfang der 1970er Jahre weltweit zur Popularisierung der Flamencogitarre und des „Camargue-Gitarren-Sounds“ bei. 1975 gründete er mit seinen Söhnen André Reyes und Nicolas Reyes sowie den Söhnen von Manitas de Plata (Diego, Tonino und Paca Baliardo) die Musikgruppe José Reyes et Los Reyes, aus der sich später die Gipsy Kings formierten. 
Er starb 1979 an Lungenkrebs. Postum erschienen die Alben Flamenco Passion und Gitan Poète.